# The Philadelphia Story (phim)
The Philadelphia Story là một bộ phim hài lãng mạn với các diễn viên chính Cary Grant, Katharine Hepburn, và James Stewart, đạo diễn George Cukor. Chuyển thể từ vở kịch cùng tên ở Broadway của Philip Barry,, biên kịch Donald Ogden Stewart và Waldo Salt (thông tin chưa chắc chắn), bộ phim nói về một phụ nữ nổi tiếng, Tracy Samantha Lord Haven, vướng phải những rắc rối khi đang chuẩn bị kết hôn với một doanh nhân buồn tẻ thì cùng một lúc, người chồng cũ và một chàng phóng viên quyến rũ xuất hiện. Đây được xem như bộ phim kinh điển của thể loại hài kịch hôn nhân, một dòng phim khá thời thượng vào những thập niên 30, 40, với mô típ một cặp đôi đã li dị, có những mối quan hệ mới nhưng cuối cùng lại tái hôn và sống hạnh phúc.
Vở kịch The Philadelphia Story là thành công lớn của Hepburn sau một số bộ phim ế ẩm khiến bà phải mang danh hiệu "thuốc độc cho doanh thu phim", và đã bà mua bản quyền vở kịch để dựng thành phim ngay sau đó để mở đường cho sự trở lại màn ảnh của mình.
The Philadelphia Story thành công vang dội và nhận được 7 đề cử Oscar, trong đó đoạt hai giải: Stewart được Nam chính xuất sắc nhất và Donald Ogden Stewart được Kịch bản chuyển thể hay nhất. Bộ phim được dựng lại năm 1956 theo thể loại phim âm nhạc với tên High Society, vai chính Bing Crosby, Grace Kelly, Frank Sinatra và Louis Armstrong.
Năm 1995, The Philadelphia Story được chọn bảo tồn trong Viện lưu trữ phim Quốc gia Mỹ

## Nội dung
Tracy Samantha Lord Haven (Katharine Hepburn) là một phụ nữ nổi danh và giàu có ở Main Line, Philadelphia, đã li dị C.K. Dexter Haven (Cary Grant), thành viên một tổ chức xã hội của cô, vì anh chàng không đáp ứng được những tiêu chuẩn cô đặt ra. Cô chuẩn bị kết hôn với một "trưởng giả trọc phú", "người của công chúng" George Kittredge (John Howard).

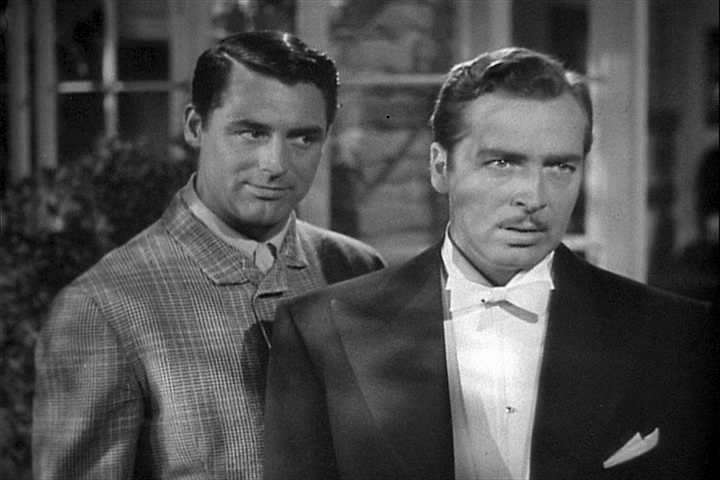
Cary Grant và John Howard.

Dexter và phóng viên tạp chí Spy Sidney Kidd (Henry Daniell) nảy ra ý tưởng giới thiệu nhà báo Macaulay "Mike" Connor (James Stewart) và nhà nhiếp ảnh Liz Imbrie (Ruth Hussey) như một người bạn của gia đình để đưa tin về đám cưới. Tracy không ngốc nghếch, nhưng kiên quyết chống đối việc họ ở lại, sau khi Dexter giải thích rằng Kidd có những thông tin bất lợi về thói lăng nhăng của người cha trăng hoa của Tracy, Seth (John Halliday). Seth đã li dị mẹ Tracy là bà Mary (Mary Nash) và cô ghét cay đắng ông, nhưng Tracy vẫn muốn bảo vệ danh tiếng gia đình.
Dexter được chào đón trở lại bởi vòng tay rộng mở của Mary và cô em trẻ con của Tracy, Dinah (Virginia Weidler) dù cô kiên quyết phản đối. Thêm vào đó, Tracy nhận ra Mike có những tài năng đáng ngưỡng mộ. Vì thế, trước lễ cưới gần kề, Tracy nhận thấy mình bị giằng xé giữa hai mối tình, người chồng cũ và chàng nhà báo.

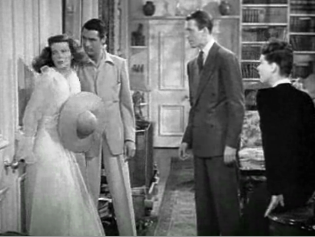
Katharine Hepburn, Cary Grant, James Stewart và Ruth Hussey

Đêm trước đám cưới, Tracy uống say lần thứ hai trong đời, và lại gây ra một tình huống ngớ ngẩn với Mike. Khi George thấy Mike bế Tracy đang say nhừ vào nhà, anh nghĩ đến điều tệ hại. Hôm sau, anh tuyên bố anh vô cùng kinh ngạc và muốn được có một sự giải thích trước khi đến lễ cưới. Tracy tức giận vì sự thiếu tin tưởng của anh và hủy bỏ đám cưới. Sau đó cô chợt nhận ra các quan khách đã dự đủ cả và đang ngóng chờ hôn lễ bắt đầu. Mike tình nguyện cưới cô (dù Liz vô cùng đau đớn) nhưng Tracy lịch sự từ chối. Cuối cùng, Dexter là người được cô chọn.

## Bối cảnh
Nhân vật "Tracy Lord" được lấy nguyên mẫu từ Helen Hope Montgomery Scott (1904-1995), một phụ nữ nổi tiếng ở Philadelphia, đã cưới bạn của nhà soạn kịch Philip Barry.

## Diễn viên
- Cary Grant vai C. K. Dexter Haven
- Katharine Hepburn vai Tracy Lord
- James Stewart vai Macaulay Connor
- Ruth Hussey vai Elizabeth Imbrie
- John Howard vai George Kittredge
- Roland Young vai William Q. Tracy (Chú Willie)
- John Halliday vai Seth Lord
- Mary Nash vai Margaret Lord
- Virginia Weidler vai Dinah Lord
- Henry Daniell vai Sidney Kidd
- Lionel Pape vai Edward, người hầu
- Rex Evans vai Thomas, quản gia

## Giải thưởng và vinh dự

### Giải Oscar
- Nam chính xuất sắc nhất - James Stewart
- Kịch bản chuyển thể hay nhất - Donald Ogden Stewart

Đề cử
- Đạo diễn xuất sắc nhất - George Cukor
- Nữ chính xuất sắc nhất - Katharine Hepburn *Nữ phụ xuất sắc nhất - Ruth Hussey
- Phim hay nhất - nhà sản xuất Joseph L. Mankiewicz

Stewart đầu tiên không mong chờ được giải và cũng không định tham dự lễ trao giải. Ông được gọi điện và "khuyên" nên xuất hiện trong chiếc áo choàng buổi tối. Stewart nói rằng ông đã dành lá phiếu cho Henry Fonda với vai diễn trong Chùm nho nổi giận, và luôn cảm thấy giải thưởng được trao cho ông để bù lại lần vuột mất ở vai Jeff Smith trong Mr. Smith Goes to Washington. Donald Ogden Stewart, thì tuyên bố sau khi nhận giải: "Tôi không có ai để cảm ơn ngoại trừ chính tôi!".

### Giải Quả cầu vàng
- Năm 1940, Hepburn giành được giải NYFCC cho nữ diễn viên xuất sắc nhất[3]

### Viện lưu trữ phim quốc gia Mỹ
Năm 1995, The Philadelphia Story được Viện lưu trữ phim Quốc gia Mỹ chọn bảo tồn vì "tính văn hóa, lịch sử và tín hiệu thẩm mĩ".

### Danh sách của AFI
Viện phim Mỹ đã xếp The Philadelphia Story vào những danh sách sau:
- 100 phim hay nhất #51
- 100 phim hài - #15
- 100 phim tình cảm #44
- 100 phim hay nhất (đính chính) #44
- Danh sách 10 phim hay nhất thuộc 10 thể loại của Viện phim Mỹ #5 Hài lãng mạn[4]